# Stelechantha makakana
Stelechantha makakana är en måreväxtart som beskrevs av Nicolas Hallé. Stelechantha makakana ingår i släktet Stelechantha och familjen måreväxter.
Artens utbredningsområde är Kamerun. Inga underarter finns listade i Catalogue of Life.